# 孟鍾鎬
孟鍾鎬（韓語：맹종호，1911年—？），北韓政治人物及軍人，國內派人。韓戰期間，他曾擔任解放游擊隊第十連隊長。1953年，他因間諜罪而被處死。

## 生平
孟鍾鎬出生於漢城。1925年，他畢業於鏡城高等普通學校。其後，他入讀京城第一高等普通學校。1927年，他因參與抗日運動而遭到停學處分。1930年，他發動學生示威運動而被日本殖民地政府收監，翌年獲釋。1933年，他加入左翼報社《勞動者、農民、通信》工作﹔同年又農民運動，因而再度被捕，並被判入獄4年。1939年1月，已經取得自由的孟鍾鎬加入抗日組織思想報國聯盟。
1945年，日本投降，二戰結束，孟鍾鎬繼續留在出生地漢城，並加入南朝鲜劳动党。之後，他被選為漢城中區黨委製員長以及江原道黨委員長。1947年11月，他投奔北韓。來到該國後，他被委派到黨校學習。1950年韓戰期間，他被任命為解放游擊隊第十連隊長，帶領在順天市和麗水兩地的戰線。然而，在1953年，國內派首領李承燁被時任最高領導人金日成指控為顛覆政府的間諜，孟鍾鎬也被指為同謀，後來被處決。

## 資料來源
1. 1 2 3 4 5 6  .   [2013-12-31]. （原始内容存档于2014-01-01）.